# Polički Vrh
Polički Vrh este o localitate din comuna Pesnica, Slovenia, cu o populație de 180 de locuitori.